# رحما غارس
رحما غارس (انگلیسی: Rahma Ghars؛ زادهٔ ۴ نوامبر ۱۹۹۴) بازیکن فوتبال است.
وی همچنین در تیم ملی فوتبال Tunisia بازی کرده‌است.